# NGC 3654
NGC 3654 (другие обозначения — UGC 6407, MCG 12-11-22, ZWG 334.29, IRAS11211+6941, PGC 35025) — флоккулентная спиральная галактика с выгнутой перемычкой, видимой на ярко светящемся фоне, в созвездии Большой Медведицы. Открыта Уильямом Гершелем в 1793 году. Галактика относится к типу SB(s:)d и может c некоторыми оговорками быть отнесена к пекулярным.
При скорости удаления 1570 км/сек, NGC 3654 находится на расстоянии от 70 до 75 миллионов световых лет от Млечного Пути, что хорошо согласуется с независимыми от красного смещения оценками расстояния от 85 до 140 миллионов световых лет. Видимый размер галактики около 1,3 на 0,65 угловых минут, соответственно её диаметр составляет от 25 до 30 тысяч световых лет.
Ближайшим соседом NGC 3654 является галактика NGC 3631. Они находятся на одинаковом расстоянии от Млечного Пути, но слишком далеко друг от друга для гравитационного взаимодействия. Тем не менее у NGC 3631 обнаружены приливные хвосты газа, указывающие на возможное взаимодействие галактик в прошлом.
Этот объект входит в число перечисленных в оригинальной редакции «Нового общего каталога».